# オーバーヴァルト郡

オーバーヴァルト郡
Bezirk Oberwart

オーバーヴァルト郡（オーバーヴァルトぐん、独: Bezirk Oberwart）は、オーストリアのブルゲンラント州にある郡（Bezirk; 行政管区とも訳される）。郡庁所在地はオーバーヴァルト。
北でオーバープレンドルフ郡およびニーダーエスターライヒ州のヴィーナー・ノイシュタット＝ラント郡と、西でシュタイアーマルク州のハルトベルク郡と、南でギュッシング郡と接する。東はハンガリー・ヴァシュ県との国境となっている。
オーバーヴァルト郡には以下の32の市町村（Gemeinde; ゲマインデ）がある。そのうちオーバーヴァルトとピンカフェルトとシュタットシュライニングが市（Stadt）に、10自治体が町（Marktgemeinde; 市場町）に指定されている。
- バート・タッツマンスドルフ Bad Tatzmannsdorf
- バーダースドルフ Badersdorf
- ベルンシュタイン・イム・ブルゲンラント Bernstein im Burgenland （町）
- ドイチュ・シュッツェン＝アイゼンベルク Deutsch Schützen-Eisenberg
- グラーフェンシャッヘン Grafenschachen
- グロースペータースドルフ Großpetersdorf （町）
- ハンナースドルフ Hannersdorf
- ヤービング Jabing
- ケメーテン Kemeten
- コーフィディシュ Kohfidisch （町）
- リッツェルスドルフ Litzelsdorf （町）
- ロイパースドルフ・キッツラーデン Loipersdorf-Kitzladen
- マリーアスドルフ Mariasdorf （町）
- マルクト・アルハウ Markt Allhau （町）
- マルクト・ノイホディス Markt Neuhodis （町）
- ミッシェンドルフ Mischendorf
- ノイシュティフト・アン・デア・ラフニッツ Neustift an der Lafnitz
- オーバードルフ・イム・ブルゲンラント Oberdorf im Burgenland
- オーバーシュッツェン Oberschützen
- オーバーヴァルト Oberwart （市）
- ピンカフェルト Pinkafeld （市）
- レヒニッツ Rechnitz （町）
- リードリングスドルフ Riedlingsdorf
- ローテントゥルム Rotenturm （町）
- シャッヘンドルフ Schachendorf
- シャンドルフ Schandorf
- シュタットシュライニング Stadtschlaining （市）
- ウンターコールシュテッテン Unterkohlstätten
- ウンターヴァルト Unterwart
- ヴァイデン・バイ・レヒニッツ Weiden bei Rechnitz
- ヴィースフレック Wiesfleck
- ヴォルファウ Wolfau （町）